# Émile Chiffelle

Postkarte von Émile Chiffelle mit den Schiffen Jura und Hallwyl

Émile Chiffelle (* 1868; † 1920) war ein Schweizer Fotograf. Er schuf Porträts, aber auch Architektur- und Landschaftsaufnahmen. 

## Leben
Émile Chiffelle war etwa ab 1880 in Biel/Bienne als Fotograf tätig, von 1894 bis 1896 in La Neuveville und danach in Neuchâtel. Sein dortiges Atelier wurde nach seinem Tod von Eugène Montandon übernommen. Von 1905 bis 1908 war Chiffelle auch in Fribourg aktiv. Von 1910 bis 1917 war er Präsident der Union Suisse des Photographes.
1896 beteiligte er sich an der Schweizerischen Landesausstellung in Genf, wo er eine ehrenvolle Erwähnung erhielt.
Chiffelle heiratete Berthe Künzi. Aus der Ehe ging der Sohn Max-Francis Chiffelle hervor, der sich als Fotograf in Lausanne niederliess. Max-Francis Chiffelle schuf die Aufnahmen für zahlreiche landeskundliche Bildbände. Der Fonds Max Chiffelle ist in der Stadtbibliothek von La Chaux-de-Fonds untergebracht.
Werke Émile Chiffelles wurden 2008 im Rahmen der Ausstellung Cent ans de photographie im Musée d’Art et d’Histoire in La Neuveville und 2015 in der Ausstellung Neuchâtel. Avant – après in Neuchâtel gezeigt. Bilder Chiffelles befinden sich unter anderem in der Bibliothèque cantonale et universitaire Fribourg, dem Musée d’art et d’histoire de la Ville de Neuchâtel, dem Château et musée de Valangin und dem Büro für Fotografiegeschichte Bern.